# Lower Benefield
Lower Benefield är en by i Northamptonshire i England. Byn är belägen 15 km 
från Kettering. Orten har 200 invånare (2009). Den tillhör tillsammans med grannbyn Upper Benefield Benefields civil parish.